# Портолекија (Фођа)
Портолекија (итал. Portolecchia) је насеље у Италији у округу Фођа, региону Апулија.
Према процени из 2011. у насељу је живело 83 становника. Насеље се налази на надморској висини од 737 м.